# 권광로
권광로(Gwongwang-ro)는 경기도 수원시 권선구 권선동 구운오거리에서 수원시 장안구 조원동을 잇는 49.4km 도로이다.

## 주요 경유지
경기도
- 수원시 권선구 (권선동) - 팔달구 (인계동 . 우만동)

## 노선
| 이름                          | 접속 노선                | 소재지        | 소재지        | 소재지        | 비고          |
| 금곡로와 직결                 | 금곡로와 직결            | 금곡로와 직결 | 금곡로와 직결 | 금곡로와 직결 | 금곡로와 직결 |
| ----------------------------- | ------------------------ | ------------- | ------------- | ------------- | ------------- |
| 선일초교삼거리                | 덕영대로                 | 수원시        | 권선구        | 권선동        |               |
| 곡선초교사거리                | 권광로27번길             | 수원시        | 권선구        | 권선동        |               |
| 맞고을삼거리                  | 세권로                   | 수원시        | 권선구        | 권선동        |               |
| 농수산물시장사거리            | 권선로                   | 수원시        | 권선구        | 권선동        |               |
| 수원시청역사거리              | 효원로                   | 수원시        | 팔달구        | 인계동        |               |
| 인계주공사거리 (안도래사거리) | 인계로                   | 수원시        | 팔달구        | 인계동        |               |
| 우만사거리                    | 국도 제42호선 (중부대로) | 수원시        | 팔달구        | 인계동        |               |
| 우만고가                      |                          | 수원시        | 팔달구        | 인계동        |               |
|                               | 우만동                   | 수원시        | 팔달구        |               |               |
| 효성사거리                    | 월드컵로                 | 수원시        | 팔달구        |               |               |
| 광교로와 직결                 |                          |               |               |               |               |

## 주요 건물및 시설
- GS슈퍼마켓 (권광로 55/권선동 1330)
- 허원이비인후과의원 (권광로 62 / 권선동 1066-5)
- SK에너지경원주유소 (권광로 80/권선동 1041-5)
- GS25권선세곡점 (권광로 90/권선동 1041-15)
- 애니카랜드권선점 (권광로 104/권선동 1039-1)
- 할리스커피수원권선행복점 (권광로 119/권선동 1022-5)
- 정동물병원 (권광로 120/인계동 1135-7)
- 다비치안경 수원갤러리건너점 (권광로 125/권선동 1015-6)
- 세븐일레븐수원이비스점 (권광로 126/인계동 1132-17)
- 대한적십자사경기도지사 (권광로 129/권선동 1015-5)
- 스타벅스이비스점 리저브 (권광로 132/인계동 1132-12)
- 올리브영수원시청점 (권광로 138/인계동 1131)
- 투썸플레이스수원인계점 (권광로 138/인계동 1131)
- 한국주택금융공사경기남부지사 (권광로 141/권선동 1023-3)
- 세븐일레븐수원인계벽산점 (권광로 146/인계동 1125-2)
- SC제일은행수원중앙지점 (권광로 149/권선동 1023-1)
- 우리은행수원시청역 금융센터 (권광로 159/인계동 1046-19)
- 버거킹수원시청점 (권광로 163/인계동 1046-18)
- 하나은행수원금융센터 (권광로 170/인계동 1124-2)
- 이마트24수원인계자이점 (권광로 174/인계동 1124-1)
- 국민건강보험공단수원동부지사 (권광로 178/인계동 1114)
- 한국시티은행경수 영업부 (권광로 178/인계동 1114)
- CGV동수원 (권광로 181/인계동 1113-11)
- KT플라자 인계점 (권광로 184/인계동 1120)
- KT폰마을 인계1호점 (권광로 187/인계동 1113)
- 커피빈수원인계점 (권광로 195/인계동 1038-4)
- KB국민은행수원시청역점 (권광로 195/인계동 1038-4)
- Sh수협은행인계동점 (권광로 195/인계동 1038-4)
- 스타벅스수원인계점 (권광로 199/인계동 1038-2)
- 다이소수원인계본점 (권광로 202/인계동 1114-8)
- IBK기업은행동수원지점 (권광로 213/인계동 1037-2)
- 네네치킨인계중앙점 (권광로 243/인계동 465)
- BBQ매탄점 (권광로 246/인계동 384)
- 세븐일레븐수원래미안점 (권광로 246/인계동 384)
- 파리바게트인계래미안점 (권광로 260/인계동 361-2)
- 맥도날드수원인계DT점 (권광로 261/인계동 363-3)
- 롯데슈퍼인계점 (권광로 262/인계동 362)
- 스타벅스수원KBS DT점 (권광로 265/인계동 363-5)
- 현대오일뱅크직영 수원제일주유소 (권광로 273/인계동 369-7)